# Geoffrey Groselle
Geoffrey Groselle (* 12. Februar 1993 in Plano) ist ein US-amerikanisch-polnischer Basketballspieler.

## Laufbahn
Groselle spielte Basketball an der Plano West High School im US-Bundesstaat Texas und schrieb sich 2011 an der katholischen Creighton University in Omaha (Bundesstaat Nebraska) ein. Er belegte das Studienhauptfach Finanzanalyse, gehörte in der Saison 2011/12 bereits zur Basketballmannschaft der Hochschule, kam aber noch nicht zum Einsatz. In den Spieljahren 2012/13 und 2013/14 blieb er Ergänzungsspieler mit begrenzter Einsatzzeit (2,8 beziehungsweise 3,4 Minuten je Begegnung). In der Runde 2014/15 stand er im Schnitt bereits 12,3 Minuten pro Spiel auf dem Parkett und verbuchte Mittelwerte von 5,4 Zählern sowie 2,5 Rebounds. Erst in seinem letzten Jahr auf Universitätsniveau (2015/16) gelang ihm der Sprung zum Leistungsträger: Groselle rangierte in seiner Abschlusssaison in der Kategorie „Punkte je Spiel“ mit einem Wert von 11,2 mannschaftsintern auf dem dritten Rang und war in Sachen „Rebounds pro Partie“ mit durchschnittlich 6,1 eingesammelten Abprallern führend.
Groselle entschloss sich, dass er seine ersten Schritte als Berufsbasketballspieler in der deutschen Basketball-Bundesliga unternehmen würde und unterzeichnete im Sommer 2016 einen Zweijahresvertrag bei den Basketball Löwen Braunschweig. Im Verlauf des Spieljahres 2016/17 stand er in 29 von 32 Partien in der Anfangsaufstellung der Niedersachsen, die in dieser Saison um den Klassenerhalt kämpften und dieses Ziel auch erreichten. Die mittlere Spielzeit von knapp 23 Minuten je Begegnung nutzte der Innenspieler, um im Durchschnitt 10,9 Punkte und 6,1 Rebounds zu erzielen sowie statistisch 1,2 gegnerische Würfe zu blocken.
Das zweite Jahr seines Vertrags in Braunschweig wurde nicht wahrgenommen, stattdessen wechselte Groselle zur Spielrunde 2017/18 zum Bundesliga-Rivalen Eisbären Bremerhaven. Während der Saison 2017/18 erzielte er in 34 Bundesliga-Einsätzen im Durchschnitt elf Punkte und 5,5 Rebounds. Letzteres war der Höchstwert aller Eisbären-Spieler.
Er verließ die Bundesliga nach zwei Jahren und wechselte zum BK Astana nach Kasachstan. Im Sommer 2019 wurde Groselle vom französischen Erstligaaufsteiger Orléans Loiret Basket verpflichtet. Er erzielte in der französischen Liga im Durchschnitt 7,4 Punkte und 5 Rebounds für Orléans, im Sommer 2020 nahm er ein Angebot des polnischen Vereins Stelmet Zielona Góra an. In der polnischen Liga kam er auf Mittelwerte von 17,2 Punkten und 8,3 Rebounds je Begegnung und wurde als bester Spieler der Hauptrunde ausgezeichnet. In der VTB United League erzielte der US-Amerikaner im Schnitt 14,7 Punkte und 6,3 Rebounds je Einsatz. Hernach wechselte er nach Italien zu Fortitudo Bologna.
Am 14. Februar 2022 unterschrieb er einen für den Rest der Saison 2021/22 geltenden Vertrag beim deutschen Bundesligisten S.Oliver Würzburg, doch der Wechsel platzte, da der US-Amerikaner trotz anderslautender Aussage seines Beraters keine Freigabe erhielt. Im Juni 2022 wurde Groselle von Legia Warschau verpflichtet.
Im Sommer 2023 kehrte er nach Zielona Góra zurück. Im Januar 2024 wurde Groselle vom Ligakonkurrenten Trefl Sopot verpflichtet und wurde im weiteren Verlauf der Saison 2023/24 mit der Mannschaft polnischer Meister.

### Nationalmannschaft
2022 erhielt Groselle die polnische Staatsbürgerschaft und wurde im November desselben Jahres in die Nationalmannschaft Polens berufen.